# جان اس. هلیارد
جان اس. هلیارد (انگلیسی: John S. Hilliard; ۲۹ اکتبر ۱۹۴۷ – ۱۵ نوامبر ۲۰۱۹) آهنگساز اهل ایالات متحده آمریکا بود.
وی همچنین برندهٔ جوایزی همچون برنامه فولبرایت شده‌است.